# Gustav Binder
Gustav Binder, född 13 oktober 1910 i Bergen, Österrike-Ungern, död 3 maj 1947 i Hameln, var en österrikisk SS-Unterscharführer och dömd krigsförbrytare.

## Biografi
Binder, till yrket skräddare, blev 1933 medlem i Schutzstaffel (SS) och 1938 i Nationalsocialistiska tyska arbetarepartiet (NSDAP). I Dachau genomgick han en utbildning för personal i koncentrationsläger. I juli 1939 kom han till Ravensbrücks skrädderi. Fångarna hade till uppgift att tillverka Waffen-SS-uniformer samt fångkläder. År 1940 övertog företaget Deutsche Textil- und Bekleidungswerke GmbH ledningen för lägrets skrädderi och Binder blev ställföreträdande VD.
I december 1946 ställdes Binder och 15 andra misstänkta krigsförbrytare inför rätta vid Första Ravensbrückrättegången. Enligt vittnesmål hade Binder vid upprepade tillfällen misshandlat fångar allvarligt. Den 3 februari 1947 dömdes Binder till döden genom hängning och avrättades i Hamelnfängelset den 3 maj 1947.